# MHk 32 Liptovský Mikuláš
MHk 32 Liptovský Mikuláš je slovenský hokejový klub, hrající v slovenské hokejové extralize.

## Historie klubu
Hokejový oddíl byl založen roku 1932, poté co se na bývalém městském koupališti vytvořilo kluziště. O jeho vznik se zasloužili především František Javurek, Albert Okoličáni a Ján Korman. Z počátku působil klub pod názvem Sokol a byl neregistrovaný. První zápas tým sehrál 13. února 1934. S výjimkou sezóny 1941/1942, kdy byl tým nasazen v jedné z divizí Slovenské ligy, mužstvo hrálo především župní ligu. Roku 1939 oddíl změnil svůj název na HK a roku 1942 na ŠK. V letech 1945–1948 se tým účastní mistrovství Slovenska. Roku 1949 se název klubu opět mění na Sokol Partizán. Následně se tým účastní mistrovství kraje, kde setrvává do roku 1957.
Roku 1957 se opět mění název na Iskra s kterým si vybojovali v sezóně 1962/1963 postup do I. SNHL. Roku 1969 mění tým svůj název opět na ŠK. V sezóně 1992/1993 tým postoupil do extraligy Slovenské republiky. Největší úspěch ve slovenské extralize byl zaznamenán v sezóně 1994/1995, kdy tým z Liptovského Mikuláše skončil na celkově 5. místě. Sezonu 2015/16 se umístili v zákaldní části na 3. místě, playoff dokráčeli do semifinále, prohráli nad týmem HC  Nové Zámky 0:3 na zápasy. Nové Zámky vyhráli playoff a postoupili do slovenské extraligy, poražený finalista HC 46 Bardejov se nepřihlásil do následující sezony 1. ligy. Extraligový celek ŠHK 37 Piešťany odstoupil z nejvyšší soutěže, MHk 32 Liptovský Mikuláš odkoupil jejich licenci pro nejvyšší soutěž.

### Historické názvy
- 1932 – TJ Sokol Liptovský Mikuláš
- 1939 – HG Liptovský Mikuláš
- 1942 – ŠK Liptovský Mikuláš
- 1949 – Sokol Partizán Liptovský Mikuláš
- 1957 – Iskra Liptovský Mikuláš
- 1969 – ŠK Liptovský Mikuláš
- 1975 – Partizán Liptovský Mikuláš
- 1990 – HK 32 Liptovský Mikuláš
- 2008 – MHk 32 Liptovský Mikuláš

## Přehled ligové účasti
Stručný přehled
- 1993–2010: Extraliga (1. ligová úroveň na Slovensku)
- 2010–2016: 1. liga (2. ligová úroveň na Slovensku)
- 2016– : Extraliga (1. ligová úroveň na Slovensku)

Jednotlivé ročníky
Legenda: ZČ - základní část, červené podbarvení - sestup, zelené podbarvení - postup, fialové podbarvení - reorganizace, změna skupiny či soutěže
| Slovensko (1993 – ) |           |        |           |                                                           |        |
| Ročník              | Soutěž    | Úroveň | ZČ        | Play-off                                                  | Pozn.  |
| 1993/94             | Extraliga | 1.     | 9. místo  | Ne                                                        |        |
| 1994/95             | Extraliga | 1.     | 5. místo  | Čtvrtfinále (prohra 0:3 na zápasy s ŠKP PS Poprad)        |        |
| 1995/96             | Extraliga | 1.     | 8. místo  | Nadstavba (6. místo)                                      |        |
| 1996/97             | Extraliga | 1.     | 6. místo  | Čtvrtfinále (prohra 1:3 na zápasy s HC Košice)            |        |
| 1997/98             | Extraliga | 1.     | 10. místo | Ne                                                        | Baráž  |
| 1998/99             | Extraliga | 1.     | 6. místo  | Čtvrtfinále (prohra 1:3 na zápasy s HC Košice)            |        |
| 1999/00             | Extraliga | 1.     | 6. místo  | Ne                                                        |        |
| 2000/01             | Extraliga | 1.     | 7. místo  | Čtvrtfinále (prohra 0:3 na zápasy s HC Slovan Bratislava) |        |
| 2001/02             | Extraliga | 1.     | 7. místo  | Čtvrtfinále (prohra 3:4 na zápasy s HC Slovan Bratislava) |        |
| 2002/03             | Extraliga | 1.     | 9. místo  | Ne                                                        |        |
| 2003/04             | Extraliga | 1.     | 7. místo  | Čtvrtfinále (prohra 0:4 na zápasy s HKM Zvolen)           |        |
| 2004/05             | Extraliga | 1.     | 8. místo  | Čtvrtfinále (prohra 1:4 na zápasy s HKM Zvolen)           |        |
| 2005/06             | Extraliga | 1.     | 9. místo  | Ne                                                        |        |
| 2006/07             | Extraliga | 1.     | 9. místo  | Ne                                                        |        |
| 2007/08             | Extraliga | 1.     | 11. místo | Ne                                                        |        |
| 2008/09             | Extraliga | 1.     | 4. místo  | Čtvrtfinále (prohra 2:4 na zápasy s HKM Zvolen)           |        |
| 2009/10             | Extraliga | 1.     | 12. místo | Ne                                                        | Sestup |
| 2010/11             | 1. liga   | 2.     | 2. místo  | Finále (prohra 3:4 na zápasy s ŠHK 37 Piešťany)           |        |
| 2011/12             | 1. liga   | 2.     | 5. místo  | Čtvrtfinále (prohra 2:3 na zápasy s HK Dukla Michalovce)  |        |
| 2012/13             | 1. liga   | 2.     | 6. místo  | Čtvrtfinále (prohra 2:3 na zápasy s HK Dukla Michalovce)  |        |
| 2013/14             | 1. liga   | 2.     | 7. místo  | Semifinále (prohra 0:3 na zápasy s HC 46 Bardejov)        |        |
| 2014/15             | 1. liga   | 2.     | 4. místo  | Semifinále (prohra 2:3 na zápasy s HK Spišská Nová Ves)   |        |
| 2015/16             | 1. liga   | 2.     | 3. místo  | Semifinále (prohra 0:3 na zápasy s HC Nové Zámky)         | Postup |
| 2016/17             | Extraliga | 1.     | 10. místo | Ne                                                        | Baráž  |
| 2017/18             | Extraliga | 1.     | 9. místo  | Ne                                                        | Baráž  |
| 2018/19             | Extraliga | 1.     | 11. místo | Ne                                                        |        |
| 2019/20             | Extraliga | 1.     | 13. místo | Ne                                                        |        |
| 2020/21             | Extraliga | 1.     | 12. místo | Ne                                                        |        |
| 2021/22             | Extraliga | 1.     | 12. místo | Ne                                                        | Baráž  |
| 2022/23             | Extraliga | 1.     | 11. místo | Ne                                                        |        |
| 2023/24             | Extraliga | 1.     | 10. místo | Předkolo (prohra 2:3 na zápasy s HKM Zvolen)              |        |
| 2024/25             | Extraliga | 1.     |           | Ne                                                        |        |

## Slavní hráči
- Jerguš Bača
- Mojmír Božík
- Jaromír Dragan
- Karol Križan
- Ján Starší
- Martin Cibák